# Tekken 8
Tekken 8 (鉄拳8?) es un videojuego de lucha desarrollado por Bandai Namco Studios y Arika y publicado por Bandai Namco Entertainment. El juego se lanzó para PlayStation 5, Windows y Xbox Series X/S el 26 de enero de 2024. Es el octavo lanzamiento canónico y la décima entrega general de la serie Tekken. El modo historia del juego, titulado The Dark Awakens, tiene lugar seis meses después de los acontecimientos de su predecesor y se centra en el enfrentamiento final entre el protagonista principal Jin Kazama y el antagonista principal Kazuya Mishima, este último deseando matar al primero para poder poner fin al caos dentro de su linaje familiar y conseguir la paz. La historia del juego presenta 33 personajes antiguos y nuevos, cada uno con su propia narrativa que contribuye a la historia general.
El desarrollo de Tekken 8 se adelantó por primera vez en agosto de 2022 durante la presentación de Evo en 2022, con una presentación oficial realizada el mes siguiente en el evento State of Play de Sony. Centrándose en tonos más agresivos, Tekken 8 se desarrolló utilizando Unreal Engine 5 y presenta elementos y sistemas de lucha mejorados con respecto a su predecesor. Tekken 8 también introduce mecánicas completamente nuevas, como el sistema «Heat» y los golpes «Tornado». Arcade Quest fue otra adición a su modo en línea, que incluye torneos, funciones arcade, avatares personalizables y moneda especializada que aparece durante todo el juego.
Las pruebas del juego se llevaron a cabo en julio y octubre de 2023 para garantizar la estabilidad general antes del lanzamiento, y en diciembre de ese año estuvo disponible una demostración para consolas. El primer pase de temporada del juego, que incluía contenido descargable y nuevos personajes, estuvo disponible durante el período de reserva del juego. Tras su lanzamiento, Tekken 8 recibió elogios de la crítica, y muchos críticos elogiaron la progresión general del juego en la serie, así como su jugabilidad agresiva.

## Jugabilidad
Según el director Katsuhiro Harada, el juego de Tekken 8 se centrará en "Aggressiveness" y tendrá un nuevo sistema de indicador "Heat", además de las funciones de juego que regresan de Tekken 7, como los ataques basados en el sistema Rage, con Rage Drive habiendo sido  separado y reelaborado como un movimiento basado en el sistema Heat conocido como Heat Smash, dejando el Rage State que solo puede tener acceso para usar Rage Art una vez más como antes de la versión Fated Retribution de Tekken 7. El juego recompensará la agresividad en lugar de esos que es "Turtle up". Similar al estado Soul Charge de Soulcalibur VI, el Heat State no solo otorga daño de chip, sino que también cambia las propiedades de los conjuntos de movimientos de algunos personajes, como una fuerte ruptura de guardia. Los luchadores también pueden cancelar rápidamente sus movimientos designados en el estado Heat, similar al modo MAX de la serie The King of Fighters. El temporizador de Heat State se puede detener si se están utilizando los conjuntos de movimientos de los luchadores.
También habrá un enfoque en la destrucción del escenario, las reacciones de los personajes a estos y hacer que el juego sea agradable de ver y jugar, ya que Tekken ahora se considera un juego de deportes electrónicos de alto nivel. Este nuevo sistema se basaba en la recepción al predecesor. La propiedad de daño "Screw" de Tekken 7 originalmente iba a regresar en este juego, pero finalmente se reemplazó con un nuevo sistema extensor de combo de malabares que pone al oponente en un estado similar al suelo al caer al suelo rápidamente, similar a Tekken 6 ya sea que el combo extensor sea un lanzador o un retroceso. Al protegerse contra un ataque fuerte de un estado normal o personajes de estado de calor, los luchadores recibirán un daño de chip que hace que su barra de salud se vuelva regenerable. Sin embargo, a diferencia del sistema de regeneración de barra de salud solo en modo Tag de los juegos Tekken Tag Tournament, la salud recuperable de los luchadores solo se puede recuperar mediante la protección contra personajes de estado normal o ataques.
En lugar de reciclar contenido, todos los modelos de personajes son completamente nuevos y pretenden ser una mejora con respecto a los juegos anteriores. Además, las líneas de voz se basarán únicamente en los actores de voz actuales, en lugar de usar cualquiera de los juegos anteriores. A diferencia de Tekken 7, que funciona con Unreal Engine 4, Tekken 8 funcionará con Unreal Engine 5, lo que lo convierte en el primer juego de lucha importante en utilizar este último motor de juego.
El modo en línea de este juego es ahora un lobby central de batalla basado en avatar conocido como "Arcade Quest", que cubre entornos arcade, partidas regulares en línea y torneos, personalización de las apariencias de Avatar, características en línea similares que aparecieron por primera vez en Dead or Alive 4, y  utilizará el sistema Fight Money que apareció por primera vez en Street Fighter V.

## Personajes
Actualmente, hay un total de 33 personajes jugables (incluyendo 1 forma exclusiva de transformación). Aunque originalmente se confirmaron 33 para el juego base de Tekken 8. El juego también anuncio un primer pase de temporada en el cual se añadirán a cuatro nuevos personajes como DLC. Harada comentó que respecto a los personajes invitados aún no se han considerado, pero reconoció la demanda de los fanáticos por la inclusión de Kazuma Kiryu de la serie Like a Dragon quien anteriormente era el personaje invitado más solicitado en Tekken 7, así como Tifa Lockhart de Final Fantasy.

### Nuevos personajes
- Azucena Milagros Ortiz Castillo: Una intrépida y despreocupada artista peruana de artes marciales mixtas e hija del dueño de una empresa de café.
- Clive Rosfield: Personaje invitado, es el personaje principal del videojuego Final Fantasy XVI, es un guerrero marcado por la tragedia, con una historia de venganza y redención. Es el hijo mayor de la noble casa Rosfield y el protector jurado de su hermano menor, Joshua, quien porta el poder del Fénix, uno de los Eikons (invocaciones) del juego. La trama sigue a Clive mientras enfrenta un destino lleno de conflictos políticos, magia, y eventos sobrenaturales en un mundo medieval oscuro llamado Valisthea. Su personaje se distingue por su fortaleza, su habilidad en combate, y la evolución emocional que experimenta a lo largo de la historia.[5]
- Jack-8: El modelo Jack más reciente y actualizado, con una nueva voz y apariencia.
- Reina: Una adolescente japonesa vestida de púrpura que estudia en el Politécnico de Mishima. Tiene conexiones misteriosas con el clan Mishima y practica Karate al estilo de Mishima, además de Taidō. Durante la historia, se revela que ella es una de las hijas ilegítimas de Heihachi y posee el gen del diablo.
- Victor Chevalier: Un almirante legendario, veterano de guerra y súper espía de las Naciones Unidas de un linaje de caballeros reales franceses, y gran maestro fundador de la Unidad Raven con el nombre en clave de «Phantom Raven», pero decide no usarlo. Es un luchador cuerpo a cuerpo que empuña tanto un cuchillo como un karambit para su combate predeterminado, y una tecnología que le otorga una capacidad de teletransportación y mejora su pistola armada, granadas y una katana enfundada llamada «Take-Ikazuchi».
- Miary Zo: Una nueva combatiente proveniente de Madagascar.[6]

### Personajes que regresan
- Alisa Bosconovitch
- Asuka Kazama
- Armor King II[a]
- Anna Williams[a]
- Bryan Fury
- Claudio Serafino
- Devil[b]
- Devil Jin
- Eddy Gordo[a]
- Fahkumram [a]
- Feng Wei
- Hwoarang
- Heihachi Mishima[a]
- Jin Kazama
- Jun Kazama
- Kazuya Mishima
- King II
- Kuma II
- Lars Alexandersson
- Lee Chaolan
- Leo Kliesen
- Leroy Smith
- Lidia Sobieska[a]
- Lili De Rochefort
- Ling Xiaoyu
- Marshall Law
- Nina Williams
- Panda
- Paul Phoenix
- Raven
- Sergei Dragunov
- Shaheen
- Steve Fox
- Yoshimitsu
- Zafina

Notas:
1. 1 2 3 4 5 6  Personaje descargable.
2. ↑  Transformación del personaje.

## Marketing

### Contenido previo al lanzamiento
Tekken 8 fue objeto de burlas en agosto de 2022 en la convención EVO de ese mismo año, donde se llevó a cabo un torneo en vivo de Tekken 7; el teaser presentaba un fragmento de archivo de Kazuya Mishima de la primera entrada de la serie, que pasó a un reciente primer plano de él. El juego se anunció formalmente el 13 de septiembre de 2022 en la presentación State of Play de Sony. La vista previa visual adjunta mostró a Mishima y su hijo, Jin Kazama, peleando en un escenario no revelado del juego. Katsuhiro Harada confirmó que Tekken 8 se centrará en la conclusión del conflicto en curso entre Kazuya y Jin. Con respecto al primer conjunto de avances del juego, Harada comentó: «Esto no es material creado únicamente para fines de avance, sino una representación real en tiempo real de lo que está sucediendo en la pantalla del juego».
Después de la final de Tekken World Tour 2022, se anunció que Arika se encargaría del desarrollo continuo del juego, con la excepción del código de red de reversión, incluido el reciente parche de Tekken 7. Arika, una compañía de videojuegos fundada por ex empleados de Street Fighter en 1995, responsable de las series Street Fighter EX y Fighting Layer, se encarga de las actualizaciones de Tekken 7, así como de algunos desarrollos para Tekken 8. Bandai Namco Entertainment publicó su informe financiero en 2022, indicando que esperaban que el juego se lanzara en 2023. En la ceremonia de los premios The Game Awards en diciembre de 2022, Bandai Namco presentó el primer avance del juego Tekken 8, que incluía nuevas etapas, mecanismos y detalles de la historia. El tráiler incluía a Mishima y Kazama, así como a los personajes recurrentes Paul Phoenix, King II, Marshall Law, Lars Alexandersson, Jack-8 y Jun Kazama, quien apareció por última vez en Tekken 2 en 1995.
Nina Williams fue el primer personaje confirmado en los avances, lanzado en febrero de 2023. Debido a su inclusión, Williams, junto con Phoenix, tiene la mayor cantidad de apariciones en la serie Tekken, habiendo aparecido en todas las entregas. El tráiler de Mishima se lanzó el mismo mes en el canal de YouTube de Bandai Namco. En marzo de 2023, se lanzaron avances de los personajes de Jin Kazama, Phoenix, Law, King II (quien empato con Williams y Phoenix en aparecer en todas las entregas de Tekken, aunque divido en 2 personajes), Alexandersson, Jack-8 y Jun Kazama. Entre abril y mayo, se lanzaron avances de los personajes de Ling Xiaoyu, Leroy Smith, Asuka Kazama, Lili De Rochefort, Hwoarang y Bryan Fury. En julio de 2023, Bandai Namco anunció planes para realizar una prueba de beta cerrada. Antes de su lanzamiento oficial, la prueba tenía como objetivo evaluar varios aspectos del juego, como el equilibrio, el emparejamiento y la estabilidad general. Esta prueba de beta cerrada estuvo abierta a un número limitado de jugadores por orden de llegada.
Entre julio y agosto de 2023 se lanzaron tres tráileres de personajes: Claudio Serafino, Raven y un nuevo personaje, Azucena. El 23 de agosto se estrenó un avance especial que presenta la mayor parte del contenido del juego anunciado previamente, así como una fecha de lanzamiento, información de pedidos anticipados y contenido exclusivo relacionado con las características del juego. Entre septiembre y diciembre de 2023, el canal de Bandai Namco presentó avances de Feng Wei, Devil Jin, y los nuevos personajes Victor Chevalier y Reina, Leo, Steve Fox, Dragunov y Yoshimitsu; quien dejo de pertenecer al grupo de los personajes que han aparecido en todas las entregas al no aparecer en Tekken Revolution. Posteriormente se realizó una segunda prueba de beta cerrada en octubre de 2023.
El 14 de diciembre de 2023, Bandai Namco lanzó una demo de Tekken 8 para PlayStation 5 y el 21 de diciembre de 2023 para las plataformas Xbox Series X/S y Microsoft Windows. El cual incluye el primer capítulo del modo historia y arcade, así como Super Ghost Battle, modo versus y la galería. Además estuvieron disponibles cuatro personajes (Jin Kazama, Kazuya Mishima, Paul Phoenix y Nina Williams) y tres escenarios (Urban Square (Evening), Yakushima y Sanctum). Yohei Shimbori, quien anteriormente trabajó para Team Ninja en la serie Dead or Alive, se unió al proyecto como asistente de dirección y productor.
En enero de 2024, se lanzaron dos avances: el modo historia y una imagen que contenía contenido exclusivo para el paquete Ultimate Edition del juego. A lo largo del mes, se lanzaron avances de los personajes de Shaheen, Kuma II (quien empató con Williams, Phoenix y King I/II en aparecer en todas las entregas de Tekken, también dividido en 2 personajes), Panda, Alisa Bosconovitch, Zafina, Lee Chaolan y Devil Jin. Para concluir el prelanzamiento del juego, se lanzó un avance de lanzamiento final el 19 de enero de 2024.

### Empaquetado y contenido adicional
Tekken 8 se lanzó el 26 de enero de 2024 para PlayStation 5, Microsoft Windows y Xbox Series X/S, y marca el octavo lanzamiento canónico y la décima entrega general de la serie Tekken. Para promover el lanzamiento del juego, Bandai Namco Entertainment lo distribuyó en siete formatos diferentes. La edición estándar (tanto digital como física) incluye un conjunto de avatar de Paul Phoenix, mientras que la edición de lanzamiento incluye un empaque de libro de acero, una placa de metal con cadena en llamas y calcomanías corporativas. La versión digital deluxe incluye un pase de temporada de un año con acceso a contenidos descargables para cuatro personajes (Eddy Gordo, Lidia Sobieska, dos de los cuales están por ser anunciados), mientras que la edición definitiva (versiones digital y física) tiene las mismas características que la edición de lanzamiento y la versión digital de lujo, así como acceso a varios diseños de personajes y avatares.
Se lanzaron dos ediciones de coleccionista: una edición de coleccionista estándar y una edición de coleccionista prémium. Ambos formatos incluyen el mismo contenido que las Ultimate Editions, además del juego empaquetado en una caja, ocho cartas coleccionables brillantes, dos tokens arcade, un anillo de metal inspirado en la estética del personaje Leroy Smith y una figura de Jin Kazama (la edición prémium incluye un mecanismo electrificado que hace que la estatua se ilumine). Bandai Namco distribuyó un pin para pedidos anticipados de videojuegos en toda Asia. Al final, el conjunto de avatares de Paul Phoenix se incluyó en todos los pedidos anticipados para los formatos existentes.
El primer pase de temporada se reveló durante la actividad promocional inicial de Tekken 8 e incluiría cuatro personajes descargables para su compra. Eddy Gordo fue el primer personaje revelado en enero de 2024; y se lanzó para su descarga en la primera semana de abril de 2024. Después de eso, cada personaje restante se empezará a revelar trimestralmente durante todo 2024. En febrero de 2024, se agregó al juego una tienda de microtransacciones llamada Tekken Shop. En él, los jugadores pueden comprar artículos cosméticos con Tekken Conis, que solo se pueden comprar en paquetes con dinero real.

## Desarrollo
Tekken 8 se anunció el 13 de septiembre de 2022 a través de PlayStation State of Play. Se mostró un avance de una nueva entrada principal en la serie durante el torneo de Tekken 7 en EVO 2022, antes de anunciarse formalmente el 13 de septiembre de 2022, durante la presentación State of Play de Sony. Está programado para su lanzamiento en las plataformas PlayStation 5, Windows a través de Steam y Xbox Series X/S. Como continuación del séptimo juego de la línea principal, se centrará en la conclusión de la enemistad de Kazuya y Jin. Se anunció después de la final de la Copa Mundial de Tekken 2022 que Arika se encargará del desarrollo continuo del juego además del código de red de reversión, incluso para el parche reciente de Tekken 7.
Si bien Jin ya se enfrentó a sus familiares en juegos anteriores de la franquicia, en el próximo, se muestra en un gran conflicto con su anomalía Devil Gene. Continúa absorbiendo su humanidad hasta el punto de que se convierte en su alter ego Devil Jin en medio de la pelea. Sin embargo, Harada ha comentado que la escena final del tráiler que involucra cadenas rotas actúa como un simbolismo de que Jin se libera de los conflictos con los que ha estado conectado durante varios juegos. Ambientada seis meses después de los eventos de Tekken 7, la pelea recuerda la batalla final entre Kazuya y su padre Heihachi, pero Harada pretende sorprender a la audiencia. Jin quiere matar a Kazuya para acabar con el caos de su linaje mientras su padre sigue causando caos en el mundo. El juego marca el regreso de Jun Kazama, la madre de Jin, quien se creía muerta en los eventos de Tekken 3 y posteriores. El diseño de Jun proviene de la artista Mari Shimazaki, famosa por Bayonetta.